# Crumb (filme)
Crumb é um filme documentário norte-americano de 1994 sobre o famoso quadrinista underground Robert Crumb e sua família. Dirigido por Terry Zwigoff e produzido por Lynn O'Donnell, ganhou aclamação geral, incluindo o Grande Prêmio do Júri no Sundance Film Festival. O crítico Gene Siskel saudou Crumb como o melhor filme do ano, assim como fez o crítico Jeffrey M. Anderson, que escreve para o The San Francisco Examiner.